# Quagliuzzo
Quagliuzzo (Quajuss in piemontese) è un comune italiano di 324 abitanti della città metropolitana di Torino in Piemonte.

## Storia

### Simboli
Lo stemma e il gonfalone del comune di Quagliuzzo sono stati concessi con decreto del presidente della Repubblica del 26 giugno 2006.
Il gonfalone è un drappo di giallo con la bordatura di verde.

## Monumenti e luoghi d'interesse

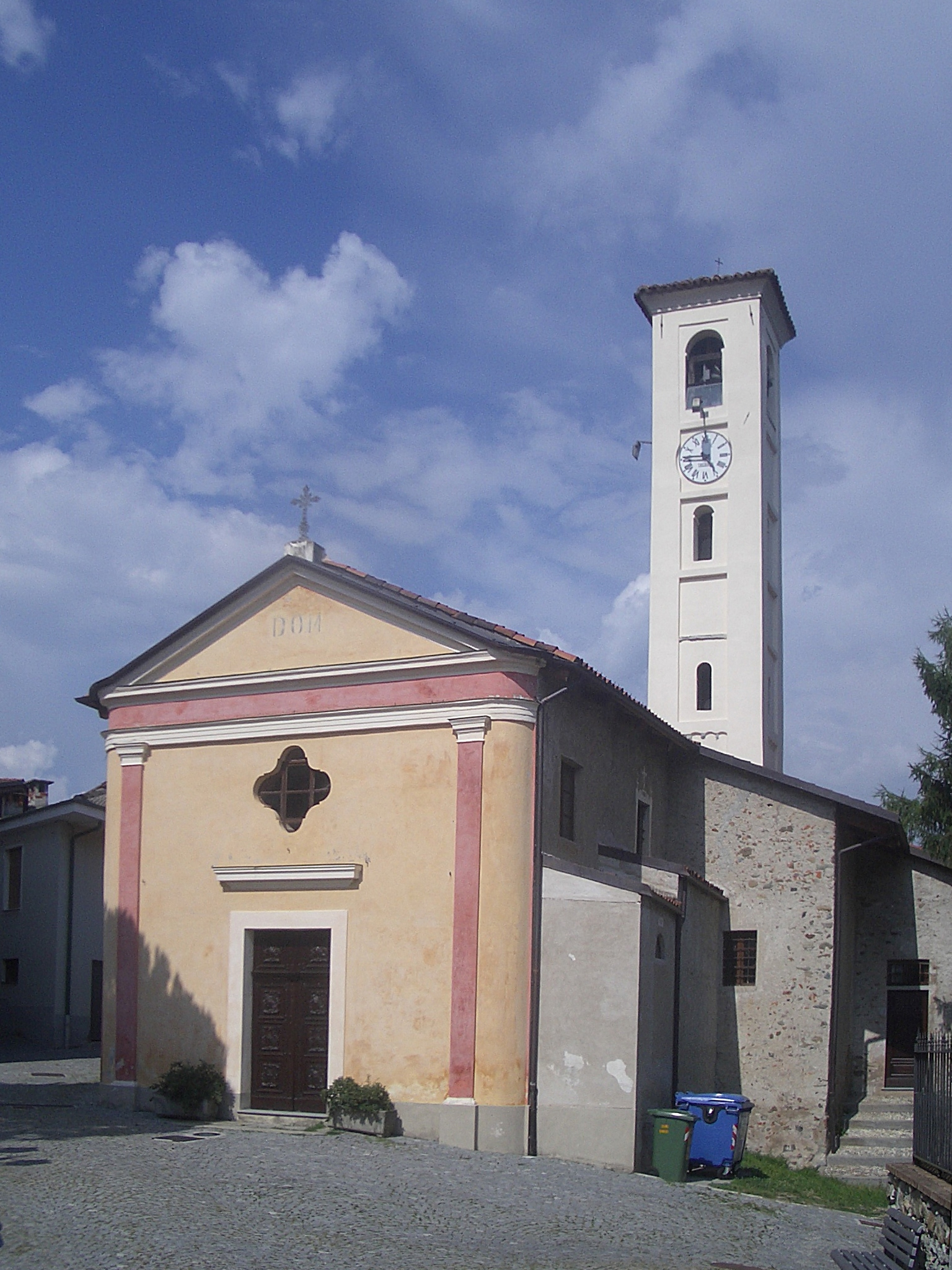
L'antica parrocchiale

- Antica chiesa parrocchiale, con relativo campanile, sostituita nel 1970 da un nuovo edificio religioso progettato da Giovanni Picco

## Società

### Evoluzione demografica
Abitanti censiti

## Amministrazione
Durante il fascismo, con regio decreto del 28 febbraio 1929, i comuni di Loranzè, Colleretto Giacosa, Parella, Quagliuzzo e Strambinello vennero fusi in un unico comune denominato Pedanea. Nel dopoguerra, il 23 agosto 1947, i cinque comuni recuperarono la propria autonomia.

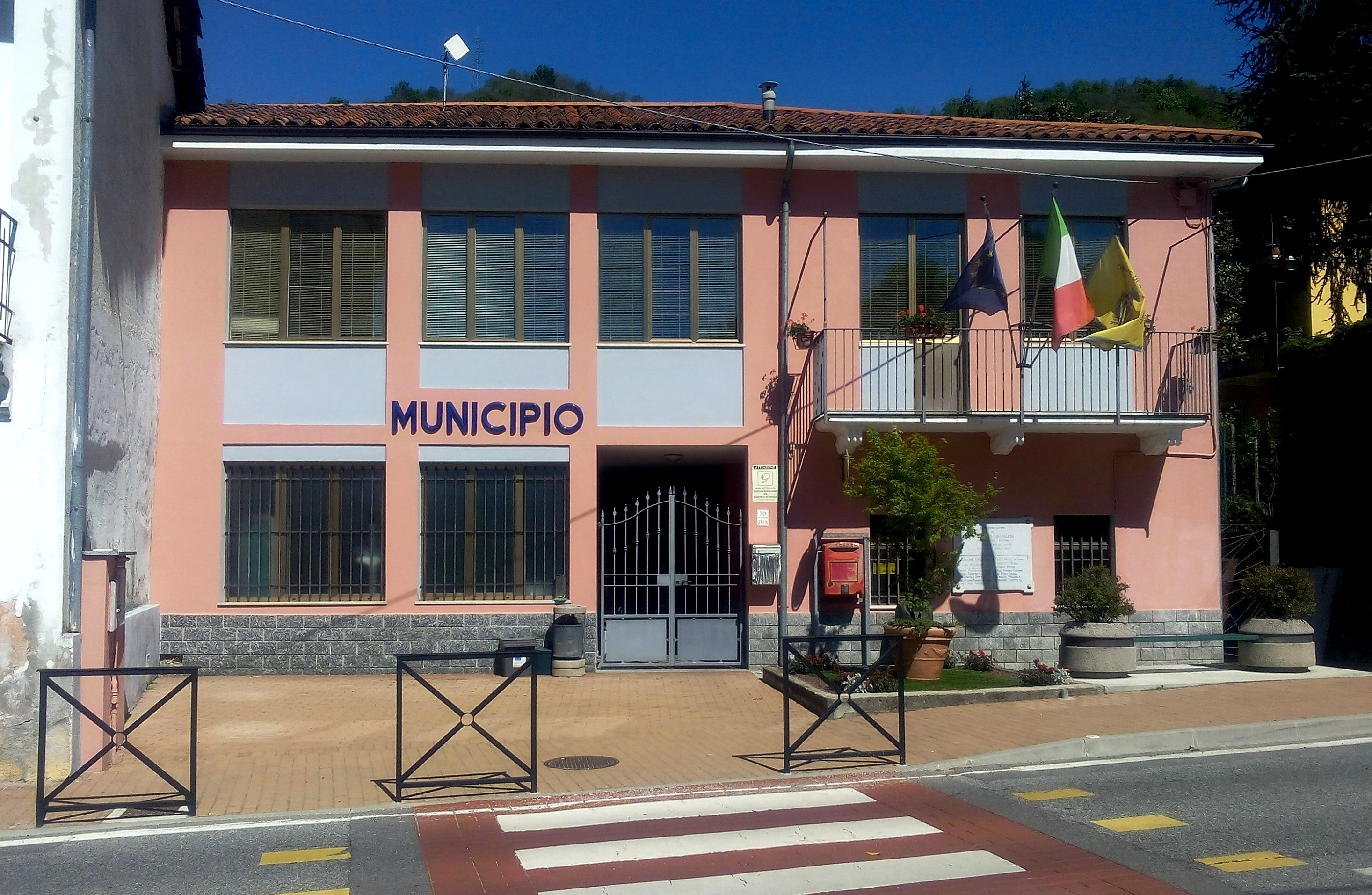
Il municipio

Di seguito è presentata una tabella relativa alle amministrazioni che si sono succedute in questo comune.
| Periodo        | Periodo          | Primo cittadino           | Partito                             | Carica  | Note  |
| -------------- | ---------------- | ------------------------- | ----------------------------------- | ------- | ----- |
| 3 luglio 1985  | 24 maggio 1990   | Bernardino Bonadè Bottino | lista civica                        | Sindaco | [ 7 ] |
| 24 maggio 1990 | 24 aprile 1995   | Domenico Ferraro          | lista civica                        | Sindaco | [ 7 ] |
| 24 aprile 1995 | 14 giugno 1999   | Pietro Barda              | -                                   | Sindaco | [ 7 ] |
| 14 giugno 1999 | 14 giugno 2004   | Pietro Barda              | lista civica                        | Sindaco | [ 7 ] |
| 14 giugno 2004 | 8 giugno 2009    | Domenico Ferraro          | lista civica                        | Sindaco | [ 7 ] |
| 8 giugno 2009  | 26 maggio 2014   | Domenico Ferraro          | lista civica                        | Sindaco | [ 7 ] |
| 26 maggio 2014 | 23 febbraio 2016 | Renzo Zucca               | lista civica Fonte di nuove idee    | Sindaco | [ 7 ] |
| 5 giugno 2016  | 31 gennaio 2018  | Pier Luigi Terzi          | lista civica Fonte di nuove idee    | Sindaco | [ 7 ] |
| 10 giugno 2018 | in carica        | Ernesto Barlese           | lista civica Insieme per Quagliuzzo | Sindaco | [ 7 ] |